# Intervalo de tolerância
O intervalo de tolerância é um intervalo estatístico tal que os dados da amostra caem neste intervalo com uma certa proporção específica. O intervalo de tolerância delimita um intervalo superior e inferior de uma distribuição. Isto é, a área na qual abrange as características almejadas da distribuição. Mais especificamente,{\displaystyle (p,1-\alpha )} intervalo de tolerância fornece limites dentro de qual uma certa proporção {\displaystyle p} da população cai com um dado nível de confiança {\displaystyle (1-\alpha )}. Um {\displaystyle (p,1-\alpha )} intervalo de tolerância baseado em uma amostra é construído, de modo a incluir pelo menos a proporção {\displaystyle p} da população amostral com confiança {\displaystyle (1-\alpha )}. Tal intervalo de tolerância geralmente é referido como intervalo de tolerância com conteúdo {\displaystyle p} e cobertura {\displaystyle (1-\alpha )}. Um intervalo de tolerância pode ser visto como a versão estatística do intervalo de probabilidade. Intervalos de tolerância unilaterais normais tem uma solução exata em termos de média amostral e variância amostral  baseada na distribuição–t não central. Intervalos de tolerância bilaterais normais podem ser obtidos com base na distribuição {\displaystyle \chi ^{2}} não central.
Para se obter β% dos valores em uma distribuição normal, com nível de confiança 100(1-α)% é dado por:
{\displaystyle (x-ks,x+ks)}
Onde:
{\displaystyle x} é a média amostral,
{\displaystyle k} é o fator do intervalo de tolerância e
{\displaystyle s} é o desvio padrão amostral.